# Ministère prussien des Affaires spirituelles, éducatives et médicales

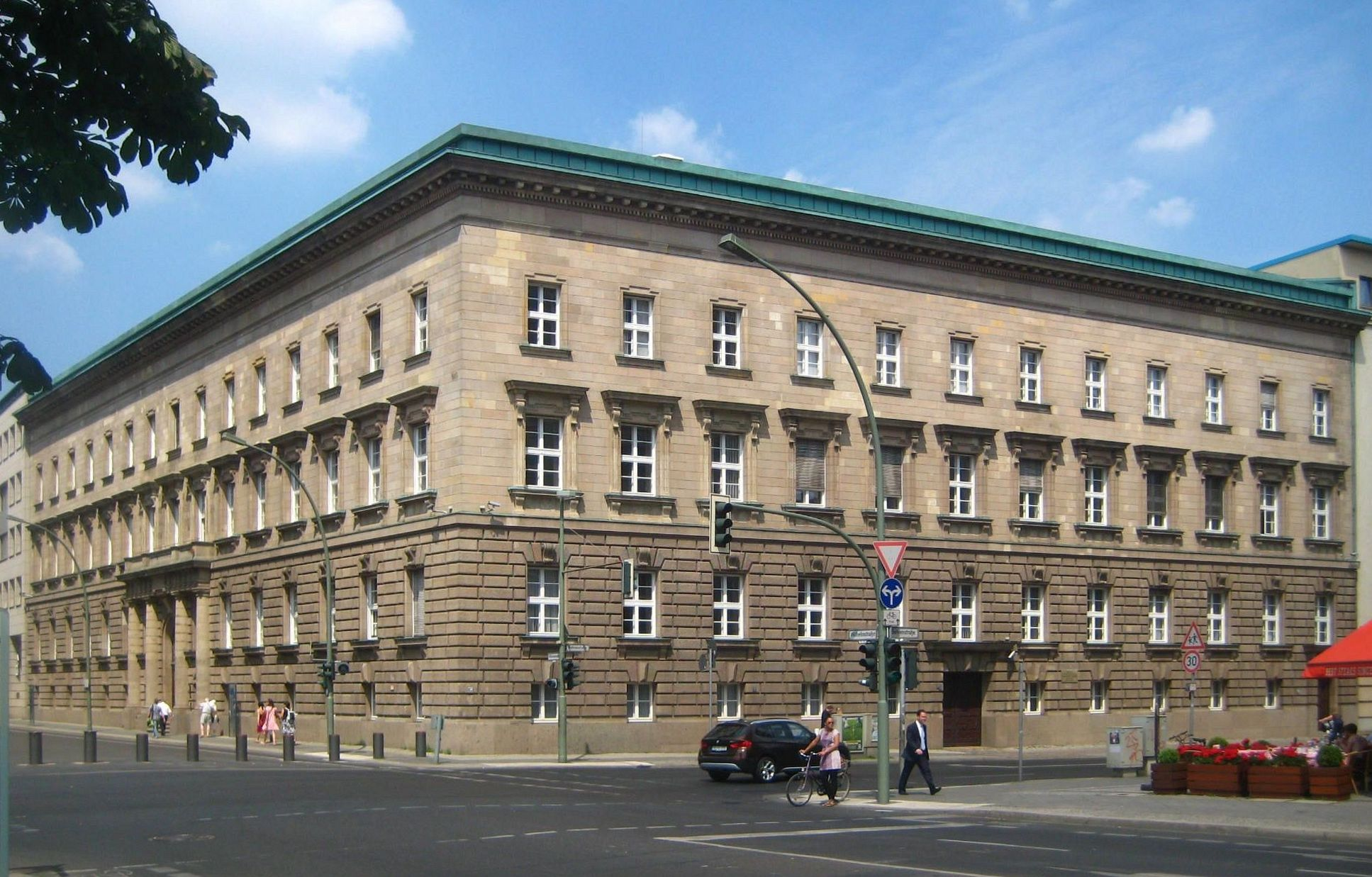
Bâtiment d'extension de l'ancien ministère prussien de la Culture dans la Wilhelmstraße de Berlin, à partir de 1934 siège du ministère de l'Éducation du Reich, à partir de 1949 du ministère de l'Éducation publique de la RDA

Le ministère des Affaires spirituelles, éducatives et médicales est issu de la section ou du département "des Cultes et de l'Instruction publique" qui existe de décembre 1808 à novembre 1817 et qui était rattaché au ministère de l'Intérieur.
La création d'un ministère distinct commence au début de novembre 1817 avec le point III du décret du roi Frédéric-Guillaume III au ministère d'État.
Le terme « ministère de l'éducation » n'est pas utilisé dans les discours officiels. Il existe avec des noms et des responsabilités changeants jusqu'en 1945.

## Historique et tâches
Le ministère a la tutelle de l'État sur les églises, est responsable du système scolaire et universitaire prussien et se voit progressivement confier la responsabilité de l'administration médicale de l'État jusqu'en 1849, dont le ministère de l'Intérieur est auparavant responsable. Pour cette tâche, le ministère s'appuie sur la députation (royale scientifique) pour la médecine créée en 1808, qui est fusionnée avec le ministère en 1849.
Le portefeuille du ministère comprend également l'Académie royale des sciences de Prusse, les académies d'art, les musées, la Bibliothèque royale de Berlin, l'Observatoire de Berlin, le jardin botanique, l'Institut royal géodésique de Potsdam (de) et l'Institut météorologique prussien de Berlin.
À l'époque du Kulturkampf, le ministère de l'Éducation joue un rôle central dans le conflit avec l'Église catholique. En réponse aux mesures disciplinaires prises par le Saint-Siège contre les opposants à l'infaillibilité pontificale proclamée au Concile de 1870 , le Département des affaires ecclésiastiques catholiques du ministère vote un grand nombre de lois restreignant les droits de l'Église jusqu'en 1874, interdisant l'ordre des Jésuites et le retirant les fonds publics de l'église. Après la fin du conflit, Adalbert Falk démissionne de son poste de ministre de l'Éducation en 1879.
Après l'extension du bâtiment de service en 1879 par un nouveau bâtiment au 4, Unter den Linden (aujourd'hui au 69) d'après les plans de Bernhard Kühn (de) sous la direction d'Adolf Bürckner dans le style classique tardif, une extension est ajoutée en 1903 au bâtiment principal au 68, Wilhelmstraße 68, conçue par Paul Kieschke (de),, en raison du besoin croissant d'espace. Après le transfert des tâches administratives médicales au ministère de l'Intérieur en 1910, la dénomination du ministère change en conséquence. En 1918, après la révolution, le ministère est à nouveau rebaptisé ministère des Sciences, des Arts et de l'Éducation nationale. Pour le ministère du milieu des années 1920, la science, l'art et l'éducation incluent le nouveau média qu'est la radio ; En 1928, le ministère fonde le Centre de recherche sur la radiodiffusion pour explorer les possibilités multimédias (qui ne sont pas encore connues à l'époque).

## Développement après 1933
1933 à 1945
Après l'arrivée au pouvoir des nationaux-socialistes, Bernhard Rust, Gauleiter du Hanovre-du-Sud-Brunswick (de), est nommé ministre prussien de l'Éducation par intérim. La nomination immédiate est possible parce que depuis la « grève prussienne » en 1932, un commissaire du Reich est chargé des affaires du gouvernement prussien et que le gouvernement hitlérien a donc un accès direct à l'État de Prusse.
Après le transfert de la responsabilité des affaires artistiques au ministère de l'Éducation du peuple et de la Propagande du Reich, le ministre prussien de l'éducation Rust est nommé ministre du Reich pour la science, l'éducation et l'instruction publique, le 1er mai 1934. La base du ministère du Reich nouvellement créé est le ministère prussien de l'Éducation, dont les fonctionnaires gèrent également les affaires du Reich. Au début de 1935, le nom du ministère est changé en conséquence et l'autorité fonctionne désormais sous le nom de ministère du Reich et de la Prusse pour les sciences, l'éducation et l'instruction publique (en abrégé : ministère de l'Éducation du Reich / REM). Le 1er octobre 1938, la référence à la Prusse est supprimée et le ministère est finalement rebaptisé Ministère des sciences, de l'éducation et de l'instruction publique du Reich. Au cours de la Seconde Guerre mondiale, l'ensemble immobilier est détruit à l'exception de l'aile est de la cour et des parties du couloir de liaison au bâtiment d'extension.
1945 à 1989
Après la fin de la guerre et la fondation de la République démocratique allemande (RDA), le bâtiment de la Wilhelmstraße est reconstruit et utilisé par le ministère de l'Éducation publique jusqu'à la chute du communisme en 1989.
Après la réunification, la propriété est réaménagée.